# 관계에서의 행동 통제
관계에서의 행동 통제는 다른 사람에 대한 통제권을 얻고 유지하려는 개인이 보여주는 행동이다. 가해자는 협박이나 강압같은 전술을 사용할 수 있으며, 개인적인 이익, 개인적인 만족, 그리고 권력과 통제를 행사하는 즐거움을 추구할 수 있다. 이러한 행동의 피해자들은 종종 신체적 학대, 성적 학대, 또는 경제적 학대의 대상이 된다.

## 개요
조작자 와 가해자는 다양한 전술을 통해 피해자를 통제할 수 있다. 여기에는 긍정적인 강화(심리학) (찬양, 피상적 매력, 아첨, 환심사기, 사랑 폭격), 부정적인 강화(심리학) (적대적인 과제나 항목 빼앗기), 간헐적 또는 부분적인 강화, 심리적 처벌 (침묵 치료, 위협, 정서적 협박, 죄책감 유발) 그리고 트라우마 전술 (언어적 학대나 분노(감정))이 포함되지만 이에 국한되지는 않는다.
피햐자의 취약성은 악용되며, 특히 취약한 사람들이 가장 자주 표적으로 선택된다.:3 지속적인  학대 주기로 인해 가해자와 피해자 간에 트라우마적 유대감 이 발생할 수 있으며,  보상과 처벌의 간헐적 강화로 인해 강력한 감정적 유대감(변화에 저항하는)과 두려움의 분위기를 형성한다. 학대 행위를 정상화, 정당화, 합리화, 부인, 또는 축소화하거나 피해자 비난 시도가 있을 수 있다.

### 성격 장애
이상 심리학 연구에서 특정 인격장애는 다른 사람들에 대한 순응이나 통제를 얻어야 하는 특성을 보인다: 성격 장애에는 여러 가지 유형이 있으며 종종 3개의 유형으로 특징 지어진다. B유형 인격 장애를 가진 사람들은 다른 사람들에 대한 권력과 통제와 관련된 부정적인 행동에 더 취약할 수 있다. B유형에는 나르시시즘, 히스토리온, 경계선, 반사회적 성격 장애가 포함된다.

## 법
잉글랜드 웨일스에서는 2015 중대범죄법에 따라 친밀하거나 가족 관계에서 강압적인 행동을 통제하거나 강요하는 행위에 대한 형사 범죄가 발생했다.  이 범죄의 목적상 강압적인 행동은 "반복적이거나 지속적으로" 이루어졌을 것이다. 이 범죄의 또 다른 요소는 피해자에게 "심각한 영향"을 미쳤거나, 미치고 있어야 한다는 것이다. 이를 입증할 수 있는 한 가지 방법은 강압적인 행동이 피해자가 최소 두 번 이상 폭력을 두려워하게 했거나 "피해자의 일상 활동에 상당한 악영향"을 미쳤거나 가했음을 보여줄 수 있다는 것이다. 검찰은 어떤 식으로든 대상자를 통제하거나 강압하려는 의도가 있었음을 입증할 수 있어야 한다. 2019년 영국 정부는 관계에 관한 교육 강의 계획서에서 강압적인 통제가 무엇인지 가르치는 것을 의무화했다.
2019년 아일랜드는 2018년 가정폭력방지법을 제정하여 강제 통제 행위가 피해자에게 미치는 영향을 기준으로 식별할 수 있도록 허용했다. 이를 바탕으로 '신청인 또는 부양가족의 신체적, 심리적, 또는 정서적 복지가 저하된 모든 증거가 피신청인의 행동에 대한 두려움으로 인해 직접적으로 발생한 것'으로 정의했다.
미국에서는 아동에 대한 가정 폭력을 예방하고 방지하기 위해 교사, 의사, 돌봄 제공자 등 특정 직업에서 가정 내 학대가 의심되는 경우 신고하도록 의무화하는 법률이 시행되고 있다.
가족법은 대부분 미국의 주 및 지방 정부의 관할 하에 있다. 따라서 주에서는 입법을 통해 강압적인 통제에 대해 불평등하게 다루고 있다.
제니퍼 법 미국 코네티컷주에서 가정 폭력의 정의에 강제적 통제를 포함하도록 확장하는 법이다. 이 법은 가정 폭력의 피해자인 두 여성의 이름을 따서 명명되었다: 제니퍼 파버 둘로스와 제니퍼 마그나노. 2021년에 제정되었다.

## 참고 항목
- 매 맞는 여성 증후군
- 협박
- 집단 따돌림
- 성적 그루밍
- 강제
- 통제광(영어판)
- 폭력의 순환(영어판)
- 가정폭력
- 노인 학대
- 정서적 협박(영어판)
- 공갈
- 제도적 학대(영어판)
- 친밀 관계 간 폭행(영어판)
- 친밀 관계
- 학대 촉진을 위한 격리(영어판)
- 사랑 폭격(영어판)
- 심리 게임
- 권력과 통제:미국의 가정폭력(영어판)
- 심리적 학대